# Розсув

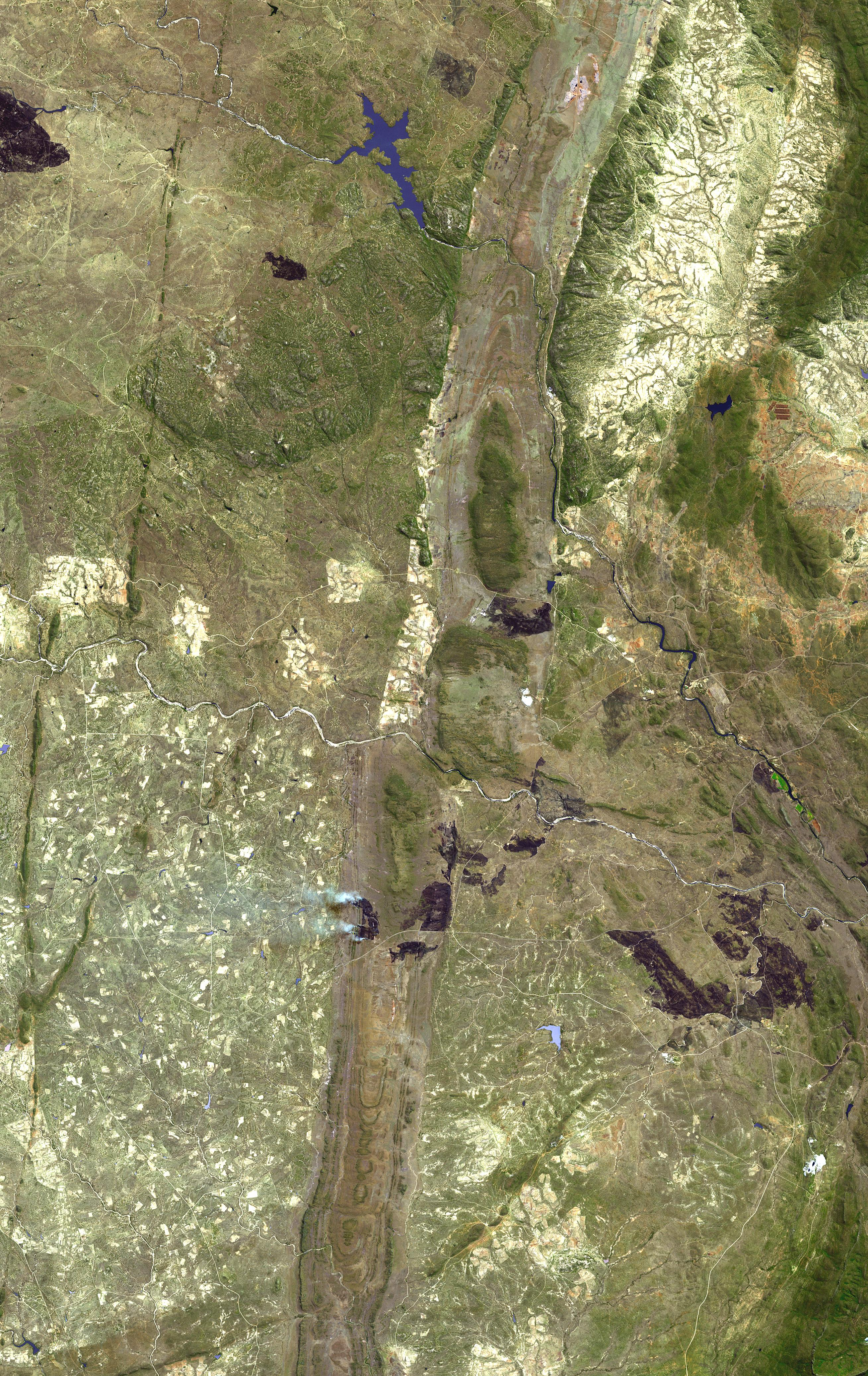
Розсув "Велика Дайка" - світлина з сателіта.

Розсув (рос. раздвиг, англ. tension crack, gaping fault; нім. Bruchstelle f, Zerrungsgraben m, gespreizte Spalte f) – вид розривних тектонічних порушень земної кори, що виникають в умовах її розтягнення і виражені у відсуванні одних її блоків від інших. Тріщина, що виникає, може залишатися зяючою або заповнюється продуктами дроблення порід блоків, які розсуваються, а при великій ширині – осадами або (і) продуктами вулканічних вивержень. Глибинні Р. великого масштабу – ґрабени шириною в десятки, довжиною в сотні км і більше наз. рифтами. Явище Р. нерідко комбінується зі зміщенням порід паралельно розриву, наприклад, зі скидами, які часто обумовлені розтягненням земної кори. Найбільший достовірний Р. шириною 10 км і довжиною понад 500 км заповнений застиглою магмою (Велика Дайка у Півд. Африці).